# Hejnice (železniční zastávka)

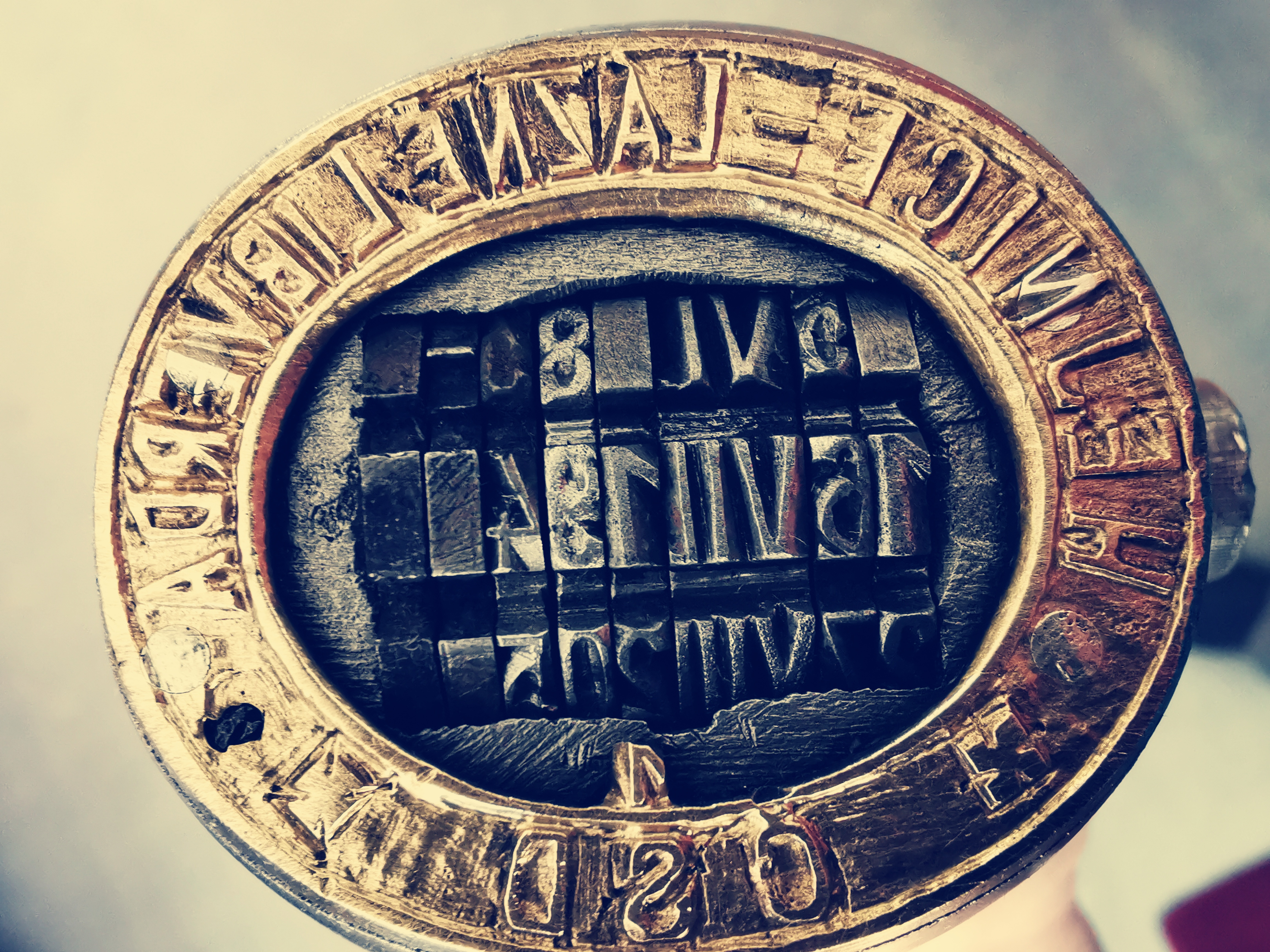
Razidlo železniční stanice Hejnice-Lázně Libverda z období po II. světové válce

Hejnice je název železniční zastávky a nákladiště ve stejnojmenném městě v okrese Liberec v Libereckém kraji. Zastávka je mezilehlá na železniční trati Raspenava – Bílý Potok pod Smrkem spojující Raspenavu s Bílým Potokem. S její výstavbou, jakožto se stavbou celé tratě, se začalo v polovině dubna 1899 a dokončena byla roku 1900. Provoz na trati začal 3. května 1900 a stanice se jmenovala Haindorf-Liebwerda, po II. světové válce Hejnice-Lázně Libverda.

## Popis zastávky
V zastávce se nachází dvě koleje. Jižně od nich je situována staniční budova (čp. 421 v Nádražní ulici), ve které bylo v provozu restaurační zařízení. Na trati se ve vzdálenosti cca 200 m od staniční budovy nachází chráněný železniční přejezd, který býval ze železniční stanice ovládán místní závorářkou.

## Turistické trasy
Jihozápadně od železniční budovy je rozcestník turistických tras:
- → Lázně Libverda
- → Hejnice, kostel